# Liste der Monuments historiques in Châlons-sur-Vesle
Die Liste der Monuments historiques in Châlons-sur-Vesle führt die Monuments historiques in der französischen Gemeinde Châlons-sur-Vesle auf.

## Liste der Objekte
| Bezeichnung                 | Beschreibung                                        | Standort                                 | Kennzeichnung | Schutzstatus | Datum | Bild |
| --------------------------- | --------------------------------------------------- | ---------------------------------------- | ------------- | ------------ | ----- | ---- |
| Gemälde Mariä Verkündigung  | Ölfarbe auf Leinwand, 18. Jahrhundert               | in der Kirche Ste-Marie-Madeleine (Lage) | PM51001866    | Inscrit      | 1898  |      |
| Gemälde Abendmahl           | Ölfarbe auf Leinwand, 17. Jahrhundert               | in der Kirche Ste-Marie-Madeleine (Lage) | PM51001862    | Inscrit      | 1989  |      |
| Triumphkreuz                | Holz, 17. oder 19. Jahrhundert                      | in der Kirche Ste-Marie-Madeleine (Lage) | PM51001864    | Inscrit      | 1989  |      |
| Gemälde Heilige Familie     | Ölfarbe auf Leinwand, 18. Jahrhundert; nach Raffael | in der Kirche Ste-Marie-Madeleine (Lage) | PM51001865    | Inscrit      | 1989  |      |
| Gemälde Kreuzigung          | Ölfarbe auf Leinwand, vergoldeter Holzrahmen, 1609  | in der Kirche Ste-Marie-Madeleine (Lage) | PM51000251    | Classé       | 1908  |      |
| Gemälde Noli me tangere     | Ölfarbe auf Leinwand, 18. Jahrhundert               | in der Kirche Ste-Marie-Madeleine (Lage) | PM51001867    | Inscrit      | 1989  |      |
| Gemälde Anbetung der Könige | Ölfarbe auf Leinwand, vergoldeter Holzrahmen, 1609  | in der Kirche Ste-Marie-Madeleine (Lage) | PM51000252    | Classé       | 1908  |      |
| Skulptur Madonna mit Kind   | Stein, 14. Jahrhundert                              | in der Kirche Ste-Marie-Madeleine (Lage) | PM51001861    | Inscrit      | 1989  |      |
| Gemälde Anbetung der Hirten | Ölfarbe auf Leinwand, 17. Jahrhundert               | in der Kirche Ste-Marie-Madeleine (Lage) | PM51001863    | Inscrit      | 1989  |      |